# مهمان ناخوانده هالیوود
مهمان ناخواندهٔ هالیوود (انگلیسی: Crashing Hollywood) یک فیلم کوتاه کمدی به کارگردانی راسکو آرباکل است که در سال ۱۹۳۱ منتشر شد.

## گزیدهٔ بازیگران
- ویرجینیا بروکس
- ریتا فلین
- فیلیس کرین
- ادوارد ناگنت
- ویلبر مک
- والتر مریل
- برایانت واشبرن
- جرج چندلر
- بتی گریبل